# Mono (японський гурт)
Mono (Моно) — японський гурт, що грає інструментальний та пост-рок.
Гурт утворили на початку 1999 року гітарист та композитор Такаакіра Ґото (Takaakira Goto) та його друг-гітарист Йода (Yoda). Незабаром до них приєдналися басистка Тамакі Кунісі (Tamaki Kunishi) та барабанщик Ясунорі Такада (Yasunori Takada). 
За час свого існування Mono випустили 5 студійних альбомів, 2 концертних DVD та значну кількість інших записів. Запис і аранжування декількох альбомів гурту робив Стів Альбіні (Steve Albini), що працював з такими гуртами як Nirvana, Melt-Banana і Mogwai. 
Навесні 2010 року на лейблі Temporary Residence Ltd. вийшов концертний альбом Holy Ground: NYC Live with The Wordless Music Orchestra.

## Учасники
- Такаакіра Ґото (Takaakira Goto) — гітара, дзвіночки
- Йода (Yoda) — ритм-гітара, дзвіночки
- Тамакі Кунісі (Tamaki Kunishi) — бас-гітара, гітара, фортепіано, дзвіночки
- Ясунорі Такада (Yasunori Takada) — ударні, синтезатор, дзвіночки

## Дискографія
Студійні альбоми
- Under the Pipal Tree (2001)
- One Step More and You Die (2002)
- Walking Cloud and Deep Red Sky, Flag Fluttered and the Sun Shined (2004)
- You Are There (2006)
- Hymn to the Immortal Wind (2009)
- For My Parents (2012)
- The Last Dawn (2014)
- Rays of Darkness (2014)
- Requiem for Hell (2016)
- Nowhere Now Here (2019)
- Pilgrimage of the Soul (2021)
- Oath (2024)

Живі альбоми
- Holy Ground: NYC Live With The Wordless Music Orchestra (2010)

Компіляції
- Gone: A Collection of EPs 2000–2007 (2007)

Спліти
- Mono/Pelican (2005)
- Palmless Prayer/Mass Murder Refrain (2005)

Міні-альбоми
- Hey, You (2000)
- Memorie dal Futuro (2006)
- The Phoenix Tree (2007)
- Scarlet Holliday (2022)

Альбоми реміксів
- New York Soundtracks (2004)

DVD
- The Sky Remains The Same As Ever (2007)
- Holy Ground: NYC Live With The Wordless Music Orchestra (2010)